# Muralla de Constantí
Muralla de Constantí és una obra de Constantí (Tarragonès) declarada bé cultural d'interès nacional.

## Descripció
Es conserven restes de muralla de tàpia amb cantoneres de pedra picada. Moltes de les cases de l'antiga vila closa s'han excavat a la muralla, des de la qual s'hi accedeix. Les parts més elevades de la muralla solen estar revestides de morter.
Una de les parts més interessants és la que es troba al carrer de Sant Pere, amb un llamp de mur i una torre; han estat recentment restaurats.

## Història
Durant el govern de l'arquebisbe Aspàreg de la Barca es va començar la construcció de la muralla, encara que més d'un autor suposava que la seva tardança seria més llarga. No hi ha dubte de l'existència de la primera muralla des de començament de segle xiii, ja que està documentada l'any 1220.
Sembla que la muralla no era gaire sòlida i fou necessària la seva fortificació al segle xiv en època del rei Pere III el Cerimoniós, quan es varen iniciar les guerres entre Castellà i Aragó.
La tercera etapa constructiva de la muralla és del segle xiv, a la fi de l'època del rei Joan I. Varen ser fonamentalment obres de restauració. Aquestes muralles tenien un recorregut de 910 m de perímetre i segons el plànol de Beaulieu presentaven dotze torricons.
Tota la muralla convertia Constantí en una Vila Closa de la que només es podia sortir per tres portals.
La muralla va ser incendiada per Juan de Garay com a represàlia contra la Guerra dels Segadors.